# Экдионурус единственный
Экдионурус единственный (лат. Ecdyonurus solus) — вид подёнок из семейства семидневные подёнки Heptageniidae. Биоиндикаторы. Редкий вид, включённый в Красную книгу Украины и в Красную книгу Крыма.

## Распространение
Эндемик горного Крыма (реки Чёрная и Альма). Северные склоны гор на высотах 150—450 м.

## Описание
Длина тела взрослых подёнок до 13 мм, личинки без церок до 14 мм. Тело желтовато-коричневое. Крылья прозрачные. Длина передних крыльев самцов 11 мм (задних — 3,9 — 4,3 мм); длина передних ног самцов 10,2 — 10,9 мм. Яйца овальной формы, длина 164—171 мкм, ширина 108—116 мкм. Личинки фитодетритофаги, встречается в быстро текущих речках и ручьях с каменистым дном. Взрослые особи на прибрежной растительности; лёт в июне и июле. Зимуют на стадии личинки. Биоиндикаторы загрязнения водной среды.
Вид был впервые описан в 2007 году группой энтомологов из Кракова (Małgorzata Kłonowska-Olejnik), Симферополя (Григорий Прокопов) и Львова (Роман Годунко) по материалам из Крыма.

## Охрана
Вид включён в Красную книгу Украины и в Красную книгу Крыма. Охраняется в Крымском природном заповеднике. Причиной изменения численности является загрязнение воды и изменение гидрологического режима.